# Aris Accornero
Aris Accornero (Asti, 29 marzo 1931 – Roma, 22 ottobre 2018) è stato un sociologo, sindacalista e docente universitario di sociologia italiano.

## Biografia
Nato da una famiglia operaia, lavorò come operaio specializzato. Licenziato dalla Riv Skf, fabbrica torinese di cuscinetti a sfera, per la sua militanza politica e sindacale (era iscritto al Partito Comunista Italiano e alla CGIL), collaborò a «l’Unità» e successivamente diresse il periodico della CGIL «Quaderni di Rassegna Sindacale». Collaborò con la rivista Laboratorio Politico.
Uscito dal sindacato fu attivo nel settore della ricerca sociale presso il Centro studi di politica economica del Pci, fino a ottenere la cattedra di Sociologia del lavoro nell’Università degli Studi di Roma "La Sapienza". Fu sposato con Rita Di Leo.

## Opere principali
- Fiat confino: storia della OSR, Milano, Edizioni Avanti, 1959
- Il consiglio di gestione alla RIV,	Milano, Edizioni Avanti, 1962
- Gli anni '50 in fabbrica: con un diario di commissione interna, Bari, De Donato, 1973
- Per una nuova fase di studi sul movimento sindacale, Milano, Fondazione Giangiacomo Feltrinelli, 1975
- Il lavoro come ideologia, Bologna, Il mulino, 1980
- Lavoro e non lavoro, Bologna, Cappelli, 1980
- La parabola del sindacato: ascesa e declino di una cultura, Bologna, Il mulino, 1992
- Il mondo della produzione, Bologna, Il mulino, 1994
- Era il secolo del lavoro, Bologna, Il mulino, 1997
- L'ultimo tabù: lavorare con meno vincoli e più responsabilità, Roma-Bari, Laterza, 1999
- San Precario lavora per noi: gli impieghi temporanei in Italia, Milano, Rizzoli, 2006
- Quando c'era la classe operaia: storie di vita e di lotte al Cotonificio Valle Susa, Bologna, Il mulino, 2011